# Piscinas
Piscinas is een gemeente in de Italiaanse provincie Zuid-Sardinië (regio Sardinië) en telt 850 inwoners (31-12-2004). De oppervlakte bedraagt 14,0 km², de bevolkingsdichtheid is 61 inwoners per km².

## Demografie
Piscinas telt ongeveer 333 huishoudens. Het aantal inwoners daalde in de periode 1991-2001 met 10,7% volgens cijfers uit de tienjaarlijkse volkstellingen van ISTAT.
| Jaar | Inwoneraantal |
| ---- | ------------- |
| 1991 | 992           |
| 2001 | 886           |

## Geografie
Piscinas grenst aan de volgende gemeenten: Giba, Masainas, Santadi, Teulada (CA), Tratalias, Villaperuccio.
Buggerru · Calasetta · Carbonia · Carloforte · Domusnovas · Fluminimaggiore · Giba · Gonnesa · Iglesias · Masainas · Musei · Narcao · Nuxis · Perdaxius · Piscinas · Portoscuso · San Giovanni Suergiu · Sant'Anna Arresi · Sant'Antioco · Santadi · Tratalias · Villamassargia · Villaperuccio
1. ↑  https://demo.istat.it/?l=it.